# Омельянович Володимир Степанович
Омельянович Володимир Степанович (2 травня 1866, ? — ?) — полковник Армії УНР.

## Життєпис
Закінчив військову прогімназію, Київське піхотне юнкерське училище (у 1889 році), вийшов до 67-го піхотного Тарутинського полку. Станом на 1 січня 1910 року — капітан 194-го піхотного резервного Мстиславського полку (місто Береза Картузька). Останнє звання у російській армії — полковник.
Влітку — восени 1920 року — в управлінні Морського флоту Військового міністерства УНР. З 8 листопада 1920 року — начальник постачання Технічних військ Армії УНР.
Подальша доля невідома.